# الانتخابات التشريعية السورية 1947
الانتخابات التشريعية في سوريا 1947 هي خامس انتخابات تشريعية تجري في تاريخ سوريا الحديث، والأولى بعد الجلاء، كما أنها أول انتخابات تنظم بطريقة الاقتراع المباشر أو الدرجة الواحدة. تمت في 7 تموز 1947، وتمت جولة الإعادة منها في بعض الدوائر الانتخابية في 18 تموز. تم خلالها التنافس على 136 مقعد في المجلس النيابي السوري، تراجع بها حزب الرئيس شكري القوتلي وحصل فقط على 24 مقعد وهو الحزب الوطني؛ منذ هذه الانتخابات وحتى نهاية الحكم الديمقراطي في سوريا بانقلاب الثامن من آذار عام 1963. لم يحصل أي حزب على أغلبية مقاعد مجلس النواب، وهو ما ساهم في جعل الحكومات ائتلافيّة أو حزبية مطعمة بمستقلين.

## التحضيرات

### قانون الانتخاب
بموجب دستور 1930 حصر حق الانتخاب بالذكور المدنيين السوريين الذين تجاوزوا العشرين من العمر، مع منح مقاعد خاصة للطوائف وأخرى للبدو. مقاعد البدو عمومًا لا تجري عليها انتخابات بل تختار من قبل شيوخ القبائل. النظام الانتخابي ينصّ على أن يكون الانتخاب على درجتين، في الدرجة الأولى ينتخب الشعب الناخبين الثانويين في دوائر صغرة هي الأحياء في المدن أو القرى، وفي الدرجة الثانية يقوم الناخبون الثانويون في المحافظة باختيار ممثليها في مجلس النواب. أواخر العام 1946 ومع اقتراب موعد الانتخابات النيابية طرح موضوع تعديل النظام الانتخابي القائم واستبداله بنظام الاقتراع المباشر الأكثر «تمثيلاً وديموقراطية». اقترح المشروع رشدي كيخيا أحد مؤسسي حزب الشعب وأقرته الحكومة الكتلوية برئاسة جميل مردم وأحالته إلى مجلس النواب. أثيرت حول مشروع رشدي كيخيا في المجلس نقاشات حادة سيّما مع مخاوف عدد من النواب الكتلويين تحديدًا خسارة مقاعدهم الانتخابية في حال استبدال نظام الدرجتين بنظام الدرجة الواحدة؛ ومال البرلمان إلى رفض مشروع القانون برمته أو زيادة عدد الناخبين الثانويين كحل وسط، غير أنه لم يجرِ التصويت على قانون الانتخاب في تلك الدورة.
في نيسان 1947 التأم مجلس النواب مجددًا في دورة استثنائية مخصصة لمناقشة قانون الانتخاب مع ميل الحزب الوطني لرفض القانون والإبقاء على نظام الدرجتين. عمّت كنتيجة لذلك، مظاهرات حاشدة عمادها الرئيس طلاب المدارس والجامعات السورية في دمشق ومدنًا أخرى احتجاجًا، تخللها إضراب مدني في أغلب المدن الكبرى كدمشق وحمص وحماه وحلب. أيضًا فإن عددًا من النقابات العمالية أضربت وكذلك الاتحاد النسائي العام الذي طالب أيضًا بمنح المرأة حق التصويت. تحت هذا الضغط الشعبي، وافق مجلس النواب على قانون الانتخاب الذي ينصّ على الاقتراع المباشر، وأدرج شروطًا جديدة للترشح منها أن يكون المرشح مقيمًا في دائرته عامًا قبل موعد ترشحه على الأقل. وعلى الرغم من عدم إشراك المرأة في هذه الانتخابات، فهي آخر انتخابات تشريعية تتم دون منح المرأة السورية حق التصويت. أيضًا فمن الأمور المحدثة في قانون الانتخاب لعام 1947 نظام القائمة السريّة منعًا لشراء الأصوات، وترك لوزير الداخلية تحديد موعد الانتخابات شرط أن تكون على الأقل قبل أربعين يومًا من موعد نهاية ولاية المجلس القائم.

### عدد المقاعد، ومقاعد غير المسلمين
في 4 حزيران 1947 أصدر الرئيس شكري القوتلي مرسومًا يقضي بتحديد عدد المقاعد في مجلس النواب بعدد 140 مقعدًا وذلك بزيادة 15 مقعد عن عدد المقاعد المخصصة لعام 1943. التوزيع الطائفي للمقاعد جاء وفق الشكل التالي: السنّة 94، المسيحيون 15، العلويون 11، الدروز 5، الإسماعيليون 1، اليهود 1، مقاعد أقلوية غير مخصصة الطائفة 3، بدو 10. قبيل موعد الانتخابات النيابية أعاد الرئيس إصدار مرسوم جديد حدد به عدد المقاعد بأنها 136 مقعد وألغيت المحاصصة الطائفية مع الحفاظ على مقاعد «لغير المسلمين» حددت بأنها 19 مقعد وتشمل اليهود والمسيحيين السوريين إلى جانب مقاعد البدو العشرة، وقد تم الحفاظ على مقاعد غير المسلمين والبدو على هذه الشاكلة حتى نهاية عهد الجمهورية الأولى.
كانت هذه المشكلة قد احتدمت حول تفسير المادة السابعة من الدستور، والتي تنصّ على تمثيل عادل للأقليات في مجلس النواب. الخلاف تم بين تخصيص المقاعد لكل طائفة على حدا من الطوائف، أو حصر الموضوع على المسيحيين واليهود دون طوائف الأقليات المسلمة أو اعتبار الأقليات برمتها كتلة واحدة بحد ذاتها. حسم الأمر بداية لصالح توزيع المقاعد لكل طائفة وفق نسبتها ثم وجد أنها مخالفة للمادة السادسة من الدستور التي تنصّ على مساواة السوريين أمام القانون في الحقوق المدنية والسياسيّة، فألغي هذا الأسلوب، واعتمد أسلوب تخصيص عدد من المقاعد لغير المسلمين لضمان التمثيل فحسب.

### الحملة الانتخابية
وصفت الحملة الانتخابية لانتخابات مجلس النواب لعام 1947 بأنها «شرسة ومحتدمة». خلال الحملة قامت الكتلة الوطنية بسلسلة إصلاحات داحلية منها إعادة تسمية نفسها «الحزب الوطني» ورفع شعار «حرية، عدالة، مساواة» جاء ذلك بعد انخفاض شعبية الكتلة إثر معارضتها نظام الاقتراع المباشر من جهة والبطء الإداري الذي تعاني منه الإدارات الحكومية من جهة ثانية فضلاً عن فساد بعض الوزراء الكتلويين والانشقاقات السابقة التي كان أبرزها انشقاق هاشم الأتاسي الرئيس السابق ذو الشعبية في المجتمع السوري. كما حصلت عدة انشقاقات خلال الحملة نفسها، فقرر رئيس الحكومة الكتلوي جميل مردم ترشيح نفسه كمستقل. كما أعلن أنه لا يقوم بدعم أي حزب من الأحزاب. من جهة أخرى، فإن حزب الشعب ومؤسسه رشدي كيخيا والذي كان يعرف آنذاك أيضًا باسم «حزب الأحرار» قد أطلق برنامجًا انتخابيًا معاديًا للحكومة الكتلوية وقال بأن إعادة انتخابها لأربع سنوات مقبلة يعني إبقاء مقدرات البلاد وخيراتها في ظل مجموعة من الأشخاص الذين يستخدمون البلاد لمصلحتهم الخاصة وأضاف أيضًا أن إعادة انتخاب الحزب الوطني السوري يعني الفشل في محاربة التضخم وتقليص نفوذ العائلات الإقطاعية الغنية في الدولة.
برنامج حزب الشعب نصّ على احترام الدستور وترسيخ المساواة والعدالة الاجتماعية بين مختلف طبقات الشعب السوري ودعم استقلال جميع الدول العربية وحماية سوريا من سياسة المحاور الاقتصادية العالمية. اليسار المتطرف ممثلاً بالحزب الشيوعي السوري طرح أيضًا برنامجه الانتخابي في حلب وقال أنه يصارع التضخم وسيطرة العائلات الإقطاعية الغنية غير أنه فشل في دخول المجلس. الإخوان المسلمون بدورهم طرحوا برنامجًا انتخابيًا ورشحوا معروف الدواليبي غير أنهم فشلوا في دخول المجلس.
في حلب كانت الحملة الانتخابية عدة أوجه، منها التجاري، إذ كان موضوع القطن وزراعته وتصنيعه، أحد أبرز المواضيع البالغة الأهمية في البرامج الانتخابية، لكون أغلب فلاحي وعمال محافظة حلب إما يزرعون القطن أو يصنعونه؛ التحالفات العائلية كان لها دورها، فبينما تحالف الحزب الوطني مع عائلات كيالي والجابري وهيام، تحالف حزب الشعب مع عائلات كيخيا وبرمدا والقدسي ورفاعي ومرعشلي فضلاً عن عائلة هنانو الواسعة النفوذ. أيضًا فإن الكتلة الأرمنية في حلب وهي الحاسمة في الانتخابات النيابية في المدينة تاريخيًا بترجيحها إحدى الكفتين، انقسمت على نفسها في هذه الانتخابات، فبينما تحالف الطاشناق الذي يمثل اليمين الأرمني مع الحزب الوطني تحالف الهاشناك الذي يمثل اليسار الأرمني مع حزب الشعب. حاول الحزب الوطني في حلب شق قائمة المعارضة غير أنه فشل في ذلك، بيد أنه نجح في إغلاق صحيفة «الجهاد» الداعمة لحزب الشعب.
في دمشق، كانت الحملة الانتخابية بين مستقلين أكثر من كونها بين حزبيين. قائمة المعارضة كانت ائتلافًا من حزب الشعب واتحاد العمال وبعض شيوخ الشام ورابطة العلماء وأربعة مستقلين تكونت عمومًا من 15 مرشحًا؛ أما قائمة الحزب الوطني تكونت من 18 شخصية غير أن ثلاث منها فقط ترشحت كحزبيين والباقي كمستقلين مع ممثل للحزب الوطني العربي؛ كان في كلا القائمتين ثلاثة مسيحيين ويهودي وكردي نظرًا لثقل الأقليات في حسم المعركة الانتخابية في دمشق. إلى جانب القائمتين التابعتين لحزب الشعب والحزب الوطني، تحالف الإخوان المسلمون مع حزب البعث في قائمة واحدة غير أن القائمة هذه فشلت، كما رشح الشيوعيون خالد بكداش في دمشق.
في حمص، كانت المعركة الانتخابية محتدمة بدورها بين الحزب الوطني وحزب الشعب ولكن على خلفية عائلية، إذ كان آل الأتاسي وعلى رأسهم الرئيس السابق وذو الشعبية في حمص والمجتمع السوري عمومًا هاشم الأتاسي وابنه عدنان الأتاسي يدعمان قائمة حزب الشعب، بينما كان آل أرسلان وسواها من العائلات الأقل نفوذًا في حمص تدعم قائمة الحزب الوطني. الشيء ذاته كان في السويداء، إذ كان الصراع فعليًا بين آل الأطرش وآل أبو عسالي وكلاهما من المستقلين. في اللاذقية وحوران والجزيرة وريف حماه لم تكن هناك حملة انتخابية قوية، وسارت الأمور بتوجيه من الإقطاعيين بشكل أساسي في الريف. على سبيل المثال، فإنه في يوم الانتخابات أفادت التقارير الصحفية أن فلاحي حماة يصوتون وفق توجيهات ملاك أراضيهم.

### الحوادث الأمنية
ترافق احتدام الحملات الانتخابية مع حوداث أمنية عديدة، في حلب اندلعت مواجهات بين أنصار حزب الشعب والحزب الوطني أفضت إلى جرح 25 مواطنًا، في السويداء اندلعت مواجهات مسلحة بين أنصار آل الأطرش وأنصار آل أبو عسالي أدت إلى مقتل شخص وجرح أربعة وتدخل الجيش للحفاظ عى الأمن، وقد استمرت الصراعات بين آل الأطرش وآل أبو عسالي في الجبل طوال أشهر الصيف قبل أن تحل بواسطة قام بها الزعيم اللبناني الدرزي كمال جنبلاط. في يوم الانتخابات تكررت مثل هذه الحوادث.

## الانتخاب
في 7 تموز 1947 فتحت مراكز الاقتراع أمام الناخبين السوريين. بلغ عدد المرشحين 1800 مرشح تنافسوا للوصول إلى مجلس النواب المكون من 136 مقعد. شهدت الانتخابات إقبالاً كبيرًا مقارنة بالانتخابات السورية عمومًا، إذ وصلت نسبة المشاركة إلى 60% في دمشق. بشكل عام، كانت الانتخابات نزيهة وحرة مع رصد عمليات شراء أصوات في عدد من المناطق سيّما في المدن الكبرى. ووقعت عدد من الصدامات والحوادث الأمنية في يوم الانتخابات، في دمشق حصلت اشتباكات بين أنصار الحزب الوطني وحزب الشعب في باب توما وأحرقت عدد من صناديق الاقتراع، وكذلك الأمر في حي ركن الدين ذي الغالبية الكردية. في حلب، اتهم محافظ المدينة بمالئة الحزب الوطني والتستر على الانتهاكات التي قام بها داعمو الحزب؛ في حماه أسفرت الاشتباكات عن مقتل شخص وانتشر الجيش في المدينة لمنع تطور الاشتباكات. في مواقع أخرى سجلت صدامات مشابهة وإحراق لصناديق الاقتراع، حصيلة اليوم كانت قتيلين، وقد اعتبرت نتائج الانتخابات على الرغم من ذلك ممثلة للشارع السوري سيّما بعد إعادة الاقتراع في جولة الإعادة في المراكز التي أتلفت بها صناديق.

## النتائج
في حلب فازت قائمة حزب الشعب وكذلك في حمص. في دمشق فازت لائحة الحزب الوطني وسقطت قائمتي حزب الشعب والإخوان المسلمين. في السويداء دعا آل الأطرش لمقاطعة الانتخابات ما ساعد في تقدم وفوز آل أبو عسالي في الانتخابات.
رفض حزب الشعب الاشتراك في الحكومة التي كلف جميل مردم برئاستها بعد الانتخابات، ثم عاد وقبل بذلك.
| الحزب                         | الأصوات | % | المقاعد |
| ----------------------------- | ------- | - | ------- |
| الكتلة الوطنية                |         |   | 24      |
| حزب الشعب                     |         |   | 20      |
| مستقلين متحالفين مع حزب الشعب |         |   | 33      |
| مستقلين                       |         |   | 59      |
| المجموع                       |         |   | 136     |

## الكتب
- غوردن تورري (1964). Syrian Politics and the Military, 1945-1958 [السياسة والجيش السوريان 1945 - 1958] (بالإنجليزية). دار نشر جامعة ولاية أوهايو. Archived from the original on 2020-08-10.